# キューバ海軍

海軍用国籍旗

キューバ革命海軍（スペイン語: Marina de Guerra Revolucionaria）は、キューバの海軍。陸軍・空軍と共にキューバ革命軍を構成する。

## 組織
2007年時点で総員3,000人。
- 西部海軍管区 - ピナール・デル・リオ州 カバニャス（Cabañas）に司令部を置く。
- 東部海軍管区 - オルギン州 オルギンに司令部を置く。

沿岸砲兵
沿岸砲兵部隊の規模は不明であるが、旧ソ連製の野砲や地対艦ミサイルを運用しているとされる。
海兵隊
海兵隊は550人以上が所属するとされ、2個水陸両用強襲大隊（Desembarco de Granma）を組織している。

## 階級
| 士官       |                     |  |
| 海軍中将   | Almirante           |  |
| 海軍少将   | Vicealmirante       |  |
| 海軍准将   | Contralmirante      |  |
| 海軍大佐   | Capitán de Navío    |  |
| 海軍中佐   | Capitán de Fragata  |  |
| 海軍少佐   | Capitán de Corbeta  |  |
| 海軍大尉   | Teniente de Navío   |  |
| 海軍中尉   | Teniente de Fragata |  |
| 海軍少尉   | Teniente de Corbeta |  |
| 士官候補生 | Alférez             |  |
| 下士官     |                     |  |
| 1等下士官  | Primer Suboficial   |  |
| 2等下士官  | Segundo Suboficial  |  |
| 下士官     | Suboficial          |  |
| 1等兵曹    | Sargento de Primera |  |
| 2等兵曹    | Sargento de Segunda |  |
| 3等兵曹    | Sargento de Tercera |  |
| 伍長       | Cabo                |  |
| 兵卒       |                     |  |
| 水兵       | Marinero            |  |

## 主要基地・施設
- カバニャス基地 - ピナール・デル・リオ州 カバニャス
- ハバナ基地 - ハバナ
- オルギン基地 - オルギン州 オルギン
- ニカロ基地 - オルギン州 ニカロ
- シエンフエーゴス基地 - シエンフエーゴス州 シエンフエーゴス
- プンタ・モビダ基地（Punta Movida） - シエンフエーゴス州 プンタ・モビダ
- マリエル基地（Mariel） - ハバナ州 マリエル、元潜水艦基地。現在は自由貿易地区に指定されている。

## 装備

### 艦艇
2011年6月現在。『Jane's Fighting Ships 2011-2012』より。
過去に就役した艦艇については「キューバ海軍艦艇一覧」を参照。
特殊潜航艇
※ 4隻配備との未確認情報あり。
コルベット
- パウク2型×1

321
ミサイル艇
- オーサ2型×6

261-262、267-268、271、274
トローラー
- リオ・ダムジ級×2

390、398
掃海艇
- ソーニャ型×2

570、578
- エフゲーニャ型×3

501、510-511
練習艦
- ペリム型×1

（40 Carlos Manuel de Cespedes）
測量艦
- ビヤ型×1

（103 Guama）

#### 艦艇（国境警備旅団）
哨戒艇
- ステンカ型×2

801、816
- ズーク型×18

531-532、541、546、579、589、599、他11隻

### 沿岸砲兵
- M1931/37 122mmカノン砲
- M-46 130mmカノン砲
- M1937 152mm榴弾砲
- SSC-3スティクス地対艦ミサイル × 2基
- バンデラIV移動式ミサイル × 2基